# James Rhodes
James Rhodes (Londres, Anglaterra, 6 de març de 1975) és un pianista i escriptor angloespanyol. Rhodes no és un concertista de piano convencional: va ser descobert als 28 anys després d'haver treballat en finances, porta el nom de Rachmàninov tatuat al braç i té un contracte amb un segell de música rock. Al seu llibre Instrumental afirma que Bach li va salvar la vida. En aquest, publicat després que el Tribunal Suprem del Regne Unit en llevés la prohibició, recorda els abusos sexuals que va patir de petit i les seves conseqüències, alhora que elogia el poder terapèutic de la música.
A més, en el llibre Rhodes fa comentaris sobre determinades i famoses obres de música, sobre els seus compositors i sobre alguns dels intèrprets que donen a conèixer el valor artístic que comporten, destacant el valor humà dels compositors que varen crear les obres que en el llibre se'n fa referència, superant grans adversitats, com Prokófiev, J.S. Bach, Schubert, Beethoven i Mozart entre d'altres.

## Discografia
Àlbums
- Razor Blades, Little Pills and Big Pianos (Feb 2009), Signum Records[3][4][5][6]
- Now Would All Freudians Please Stand Aside (Mar 2010), Signum Records[7][8][9]
- Bullets and Lullabies (Dec 2010), Warner Music[10][11][12] Cover art by Dave Brown, Bollo from The Mighty Boosh[13]
- JIMMY: James Rhodes Live in Brighton (May 2012), Signum Records[14][15]
- 5 (Jun 2014), Instrumental Records
- Inside Tracks - the mix tape (Oct 2015), Instrumental Records